# Cornwall, Pennsylvania
Cornwall är en ort av typen borough i Lebanon County i den amerikanska delstaten Pennsylvania med en folkmängd, som uppgår till 3 486 invånare (2000). Den har enligt United States Census Bureau en area på totalt 25,6 km², allt är land.